# إيلي كرامة
إيلي كرامة (1940-) سياسي وطبيب ورئيس حزب الكتائب اللبنانية بين 1984 و1986.
يحمل كرامة دكتوراة في الطب العام من الجامعة اليسوعية وعلى شهادة في اختصاص الغدد والسكري من جامعة باريس. زاول الطب في عيادته الخاصة وفي مستشفى بيروت الحكومي ومستشفى رزق كما درّس في جامعة القديس يوسف. نشط في حزب الكتائب منذ أن كان تلميذا واقسم يمين الانتساب إليه عام 1956. ترأس مصلحة الطلاب الكتائبية بين 1964 و1966، وفي عام 1971 انتخب عضوا في المكتب السياسي. كلف في 1980 بمنصب نائب الرئيس الذي ظل شاغرا منذ وفاة جوزيف شادر عام 1977، ومع وفاة المؤسس بيار الجميّل في 29 اغسطس 1984 خلفه في رئاسة الحزب. كانت سلطة كرامة على رأس الحزب محدودة وكان ينظر إليه كخيار مرحلي خصوصا انه لم يكن مارونيا كأغلب القيادات الكتائبية ولا قائدا ميدانيا في ظروف الحرب الأهلية المشتعلة. حاولت الكتائب بسط سيطرتها على قرار ميليشيا القوات اللبنانية بفصل سمير جعجع بعد تمرده عليها الا ان هذا الأخير رد سريعا بانتفاضة عسكرية في 13 مارس 1985 صحبة إيلي حبيقة مكنتهما من القيادة القواتية بعد إزاحة فؤاد أبو ناضر المقرب من الرئيس أمين الجميّل. سقطت كل مناطق النفوذ الكتائبي في يد المنتفضين باستثناء البيت المركزي للحزب والمتن معقل آل الجميّل. في 16 يونيو 1986 عُوض كرامة على رأس الحزب بجورج سعادة بعد التقارب الحاصل بعد الجميّل وجعجع على خلفية الاتفاق الثلاثي الذي امضاه حبيقة ورفضته الكتائب والجبهة اللبنانية. عارض كرامة القيادات المتتالية الكتائبية لسنوات طويلة وفي عام 2000 انضم إلى لقاء قرنة شهوان الذي عارض الوجود السوري في لبنان. وفي 2005 أعلن ترشيح نفسه للانتخابات النيابية التي أقيمت بعد ثورة الأرز إلا أنه تراجع عن قراره ودعى إلى المقاطعة في بيروت احتجاجا على القانون الانتخابي. عاد إلى حضيرة الحزب، بعد اعتلاء أمين الجميّل رئاسته، وواصل توخي نهج المعارضة داخله، وخاض انتخابات 2009 عن مقعد روم كاثوليك في دائرة المتن على لائحة تحالف 14 آذار التي ضمت سامي الجميّل ونسيب لحود وسركيس سركيس وبيار الأشقر وميشال المر وعماد واكيم، لكنه خسر على أمام مرشح التيار الوطني الحر إدغار معلوف ب44.543 صوت مقابل 48.577.